# Porsche 356
Porsche 356 - перший автомобіль від знаменитої німецької фірми Porsche. Швидкий і легкий в управлінні - дводверний Porsche 356 був задньопривідним, задньомоторним спортивним авто, виконаний у двох конфігураціях - з жорстким або складним верхом. Інноваційні розробки тривали роками, сприяючи успіхам в автоспорті і зростанню популярності марки. Виробництво почалося в 1948 році в Гмюнд, Австрія, де було вироблено близько 50 машин. У 1950 році фабрика була перенесена в Штутгарт, Німеччина; основне виробництво 356-ї моделі тривало аж до квітня 1965 року, коли її місце зайняла модель 911, представлена восени 1963 року. За приблизними оцінками, зараз збереглося близько половини з вироблених 76,313 автомобілів Porsche 356.
У різні часи на автомобіль встановлювали чотирьохциліндрові опозитні бензинові двигуни об'ємом від 1,1 до 2,0 літра, потужністю від 40 до 130 к.с.

## Історія

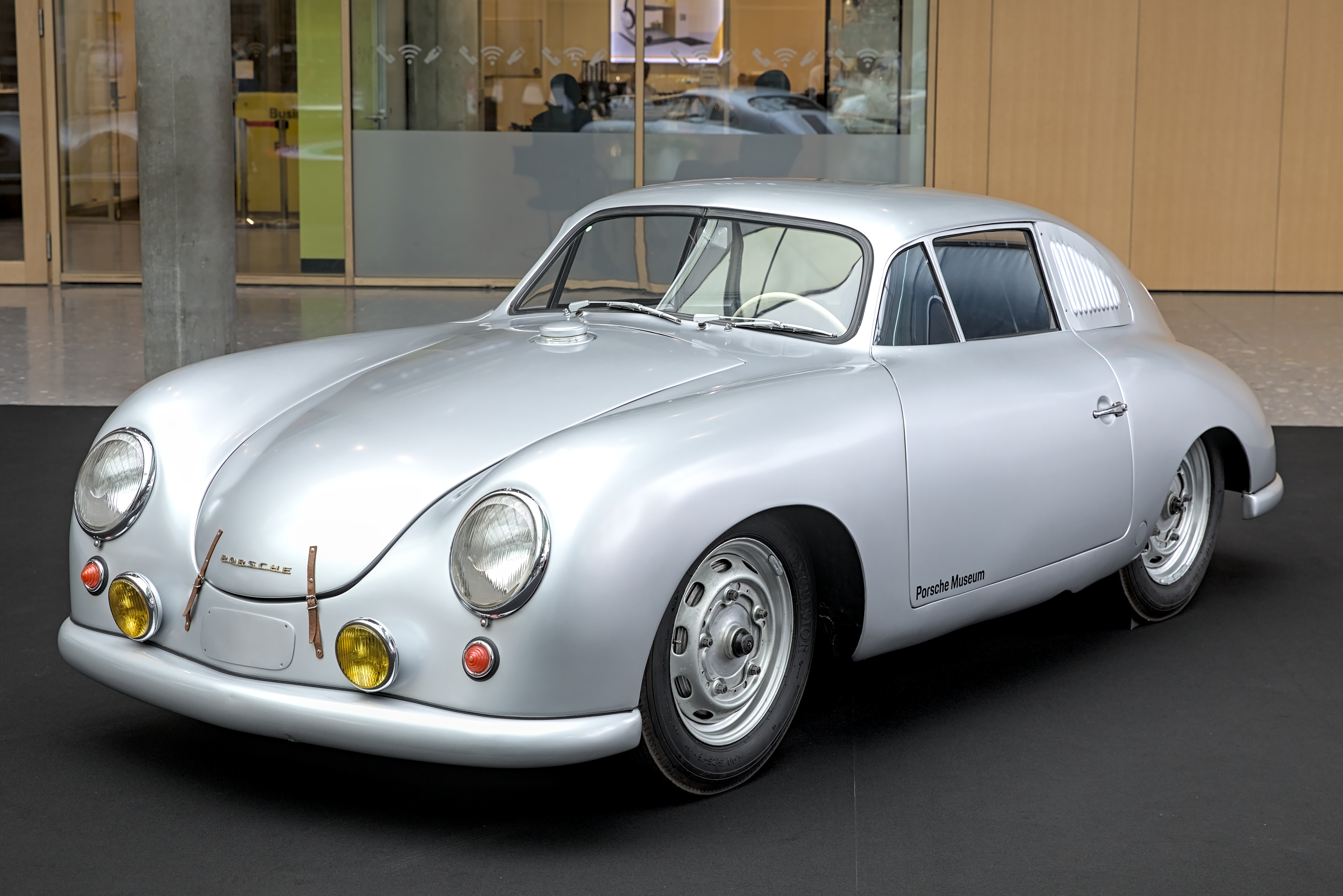
Porsche 356 SL (1951)

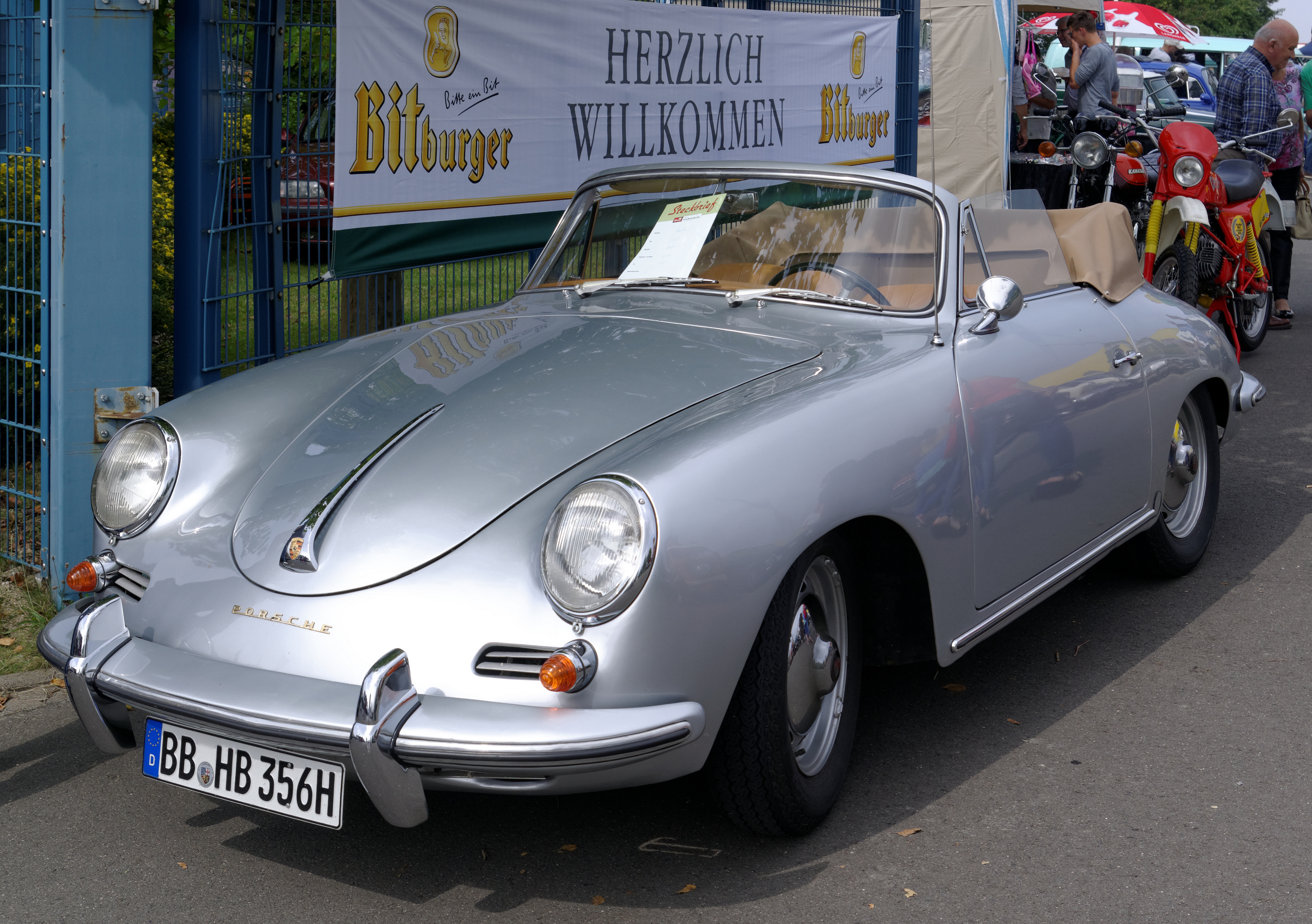
Porsche 356 Speedster

До вторгнення німців до Польщі, компанія Porsche розробила і зробила три автомобілі Type 64 для гонок з Берліна до Риму, що проводилися вперше, а потім, в 1948 році прототип моделі 356, названий «No. 1» - з двигуном, розташованим посередині і трубчастою рамою. Це призвело до дискусії на тему - яку з цих машин вважати першою, і було вирішено, що першим Porsche є таки модель 356.
Porsche 356 була створена конструктором Фердинандом Порше-молодшим, відомим як Феррі Порше. Як і його предок, Volkswagen Käfer, який розробив Фердинанд Порше-старший, машина Porsche 356 мала 4-циліндровий двигун із повітряним охолодженням, розташований у задній частині, і використовував безліч деталей від «Фольксвагена». У той час як кузов був розроблений співробітником Порше Ервіном Комендою, його агрегати (включаючи двигун, підвіску та шасі) були розробками Volkswagen. Перший 356 був випробуваний 8 червня 1948 року в Австрії. Фахівці Porsche швидко переробили та вдосконалили автомобіль з метою покращення характеристик. Кузови ранніх Porsche 356 виготовлялися в Гмюнді вручну з алюмінію, а в Штутгарті з 1950 року кузови робили зі сталі.
Найперший 356 був зроблений Порше для себе, але настільки сподобався друзям та знайомим, що було прийнято рішення зібрати ще 20 штук. Ні про який серійний випуск мови тоді не йшлося, збірка була ручна. З часу створення першого прототипу компанії Porsche знадобилося два роки, щоби зібрати перші 20 машин, але попит значно перевищив пропозицію. Перші 356-ті продавалися головним чином Австрії та Німеччини. На початку 50-х Porsche 356 заробила популярність серед ентузіастів по обидва боки Атлантики за його аеродинамічні якості, керованість та якість складання. Власники моделі 356 зазвичай так само добре їздили вулицями, як ганялися на трасах. Міські та гоночні машини приносили Порше успіх, і в 1964 році фірма отримала замовлення на виготовлення понад 10 тисяч машин, всього було вироблено близько 76 тисяч автомобілів цієї моделі, останні були зібрані в 1965 році.

## Двигуни

### 356 (1948–1955)
- 1.1 L Type 369 B4 (1948–1953, 1100)
- 1.3 L Type 506 B4 (1300)
- 1.3 L Type 506/1 B4 (1300 A)
- 1.3 L Type 589 B4 (1953–1954, 1300 S)
- 1.5 L Type 527 B4 (1951–1952, 1500)
- 1.5 L Type 528 B4 (1952–1953, 1500 S)
- 1.5 L Type 528/2 B4 (1954–1955, 1500 S)
- 1.5 L Type 546 B4 (1952–1953, 1500)
- 1.5 L Type 546/2 B4 (1954–1955, 1500)

### 356 A (1955–1959)
- 1.3 L Type 506 B4 (1300)
- 1.3 L Type 506/2 B4 (1300 S)
- 1.5 L Type 547/1 B4 (Carrera 1500 GS/GT, 1955–1959)
- 1.5 L Type 692/0 B4 (Carrera 1500 GT, 1958)
- 1.5 L Type 692/1 B4 (Carrera 1500 GT, 1958)
- 1.6 L Type 616/1 B4 (1600)
- 1.6 L Type 616/2 B4 (1600 S)
- 1.6 L Type 692/2 B4 (Carrera 1600 GS)

### 356 B (1960–1963)
- 1.6 L Type 616/1 B4 (1600)
- 1.6 L Type 616/2 B4 (1600 S, 1960–1962)
- 1.6 L Type 616/7 B4 (1600 Super 90)
- 1.6 L Type 616/12 B4 (1600 S, 1962–1963)
- 1.6 L Type 692/3 B4 (1600 Carrera GS GT, 1960)
- 1.6 L Type 692/3A B4 (1600 Carrera GS GT, 1961)
- 2.0 L Type 587/1 B4 (Carrera 2 GS)

### 356 C (1964–65)
- 1.6 L Type 616/15 B4 (1600 C)
- 1.6 L Type 616/16 B4 (1600 SC)
- 1.6 L Type 616/26 B4 (1600 SC, police car)
- 2.0 L Type 587/1 B4 (Carrera 2)
- 2.0 L Type 587/2 B4 (Carrera 2)

## 356 у гоночних змаганнях

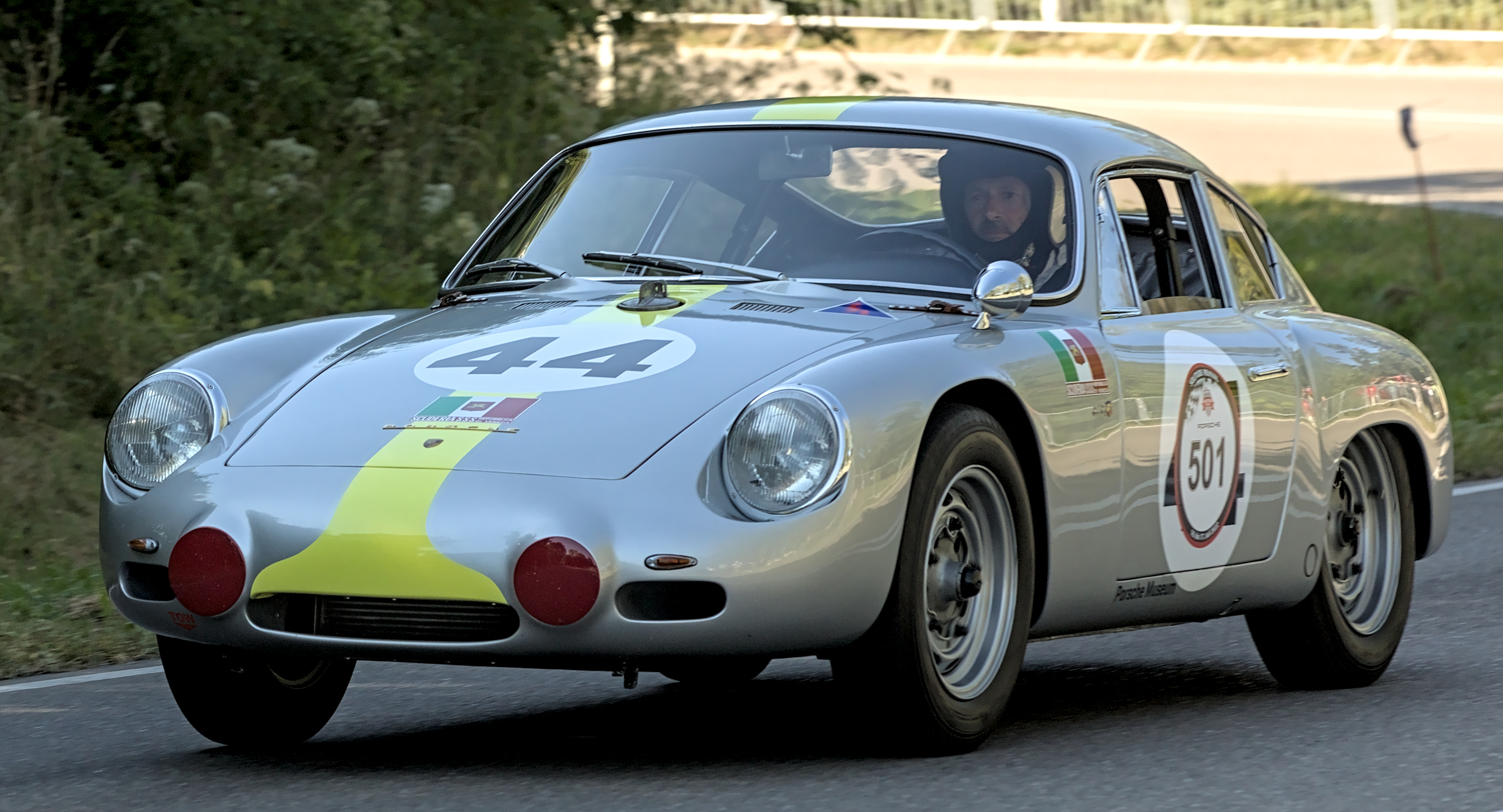
Porsche 356 B 1600 GS Carrera GTL Abarth (1960)

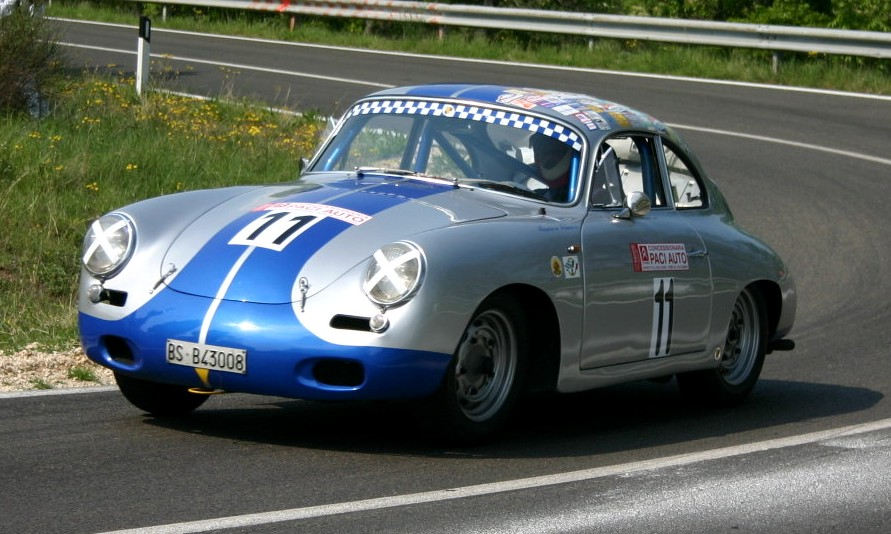

Модель Porsche 356 мала успіх у безлічі ралі: у гонках 24 години Ле-Мана, Міллі Мілья, Targa Florio, Carrera Panamericana та багатьох інших. Деякі моделі були полегшені та модифіковані для більшої продуктивності та кращої керованості у цих гоночних змаганнях. Наприклад, Porsche 356 SL чи Porsche 356A Carrera GT. У 60-х роках було випущено модель 356B GTL Abarth coupe.